# Танго, Гардель в изгнании
«Танго, Гардель в изгнании» (исп. Tangos, el exilio de Gardel) — франко-аргентинская музыкальная драма 1985 года, снятая режиссёром Фернандо Соланасом по своему же сценарию. На 59-й церемонии вручения наград премии «Оскар» фильм представлял Аргентину, но не попал в шорт-лист номинантов.

## Сюжет
Жизнь аргентинских переселенцам в Париже не сахар: трудное материальное положение, бесперспективное будущее. Единственный просвет в жизни — танго. Этот танец страсти напоминает им о родине, на которую они горят желанием вернуться. Растворяясь в жарких ритмах они забывают о трудностях повседневной жизни.
Музыку к фильму Фернандо Э. Соланаса написал Астор Пьяццола.

## В ролях
- Мари Лафоре — Мариана
- Мигель Анхель Сола — Хуан Дос
- Филипп Леотар — Пьер
- Марина Влади — Флоренс
- Жорж Вильсон — Жан-Мари
- Лаутаро Муруа — Жерардо
- Ана Мария Пиккио — Ана
- Габриэла Тоскано — Мария
- Грегорио Мансур — Карлос Гардель
- Фернандо Соланас — Энрике Сантос Дискеполо
- Мишель Эчеверри — Хосе де Сан-Мартин

## Награды
- Венецианский кинофестиваль — Особый приз жюри (1985)
- Гаванский кинофестиваль — Гран-при (1985)
- Сезар — лучший саундтрек (1986)
- Призы Ассоциация кинокритиков Аргентины — лучший фильм, лучший режиссёр, лучшая музыка к фильму, лучшая операторская работа, лучший монтаж (1987)